# Fabrizio Ruffo
Fabrizio Ruffo   (San Lucido, 16 de setembre de 1744 - Nàpols, 13 de desembre de 1827) va ser un cardenal i polític italià, que va liderar el popular moviment antirepublicà sanfedista (els membres del qual es coneixien com els sanfedistes).

## Biografia
Ruffo va néixer a San Lucido a Calàbria, llavors part del Regne de les Dues Sicílies. El seu pare, Litterio Ruffo, era duc de Baranello, i la seva mare, Giustiniana, era de la família romana de Colonna. Fabrizio deu la seva educació al seu oncle, el cardenal Tommaso Ruffo, llavors degà del Col·legi Cardenalici. En els primers anys de la vida es va assegurar el favor de Giovanni Angelo Braschi, qui en 1775 es va convertir en el Papa Pius VI. Ruffo va ser col·locat pel Papa entre els chierici di camera, els oficinistes que formaven el servei civil i financer papal. Més tard va ser ascendit a tresorer-general, un càrrec que portava amb ella el ministeri de guerra. La conducta de Ruffo en el càrrec va ser jutjada de forma diversa. Pietro Colletta, l'historiador de Nàpols, parla d'ell com a corrupte, i Jomini repeteix l'acusació, però aquests poden ser descartats com a part d'una tradició hostil. De fet, va ser àmpliament considerat com un reformador.
El biògraf de Ruffo, Sachinelli, diu que va incórrer en hostilitat en restringir els poders feudals d'alguns dels terratinents als Estats Pontificis. El 1791 va ser retirat de la tresoreria, però que va ser creat cardenal el 2 de setembre, tot i que no estava en les comandes i de fet mai es va convertir en un sacerdot. Ruffo va anar a Nàpols, on va ser nomenat administrador del domini reial de Caserta, i va rebre l'abadia de Santa Sofia, Benevento in commendam.
També va anunciar l'elecció del Papa Lleó XII al conclave papal de 1823.

### Sanfedisme
Quan el desembre de 1798 les tropes franceses van avançar a Nàpols, Ruffo va fugir a Palerm amb la família reial. Va ser escollit per encapçalar un moviment reialista a Calàbria, on la seva família, encara que empobrida pel deute, exercia grans poders feudals. Va ser nomenat vicari general el 25 de gener de 1800. El 8 de febrer va aterrar a La Cortona amb un petit seguiment i va començar a aixecar l'anomenat "exèrcit de la fe" en associació amb Michele Pezza, "Fra Diavolo" i altres líders de bandits. Amb el suport de la flota russa de l'almirall Uixakov, Ruffo no va tenir dificultats per trastornar el govern republicà partenòpic establert pels francesos, i el juny havia avançat cap a Nàpols. Possiblement superava la seva autoritat, va prometre als republicans napolitans la immunitat de les represàlies i va obtenir la seva rendició al juny de 1799. Mentrestant, el contraalmirall Horatio Nelson va aparèixer amb la seva flota; va cridar al cardenal a la tasca de la seva clemència i va revocar els termes de rendició. Els republicans, van ratificar, i es van rendir sota termes que no estaven clars. Una de les principals figures republicanes, l'exalmirall Francesco Caracciolo, va ser executat de forma ignominiosa el 30 de juny, i es van seguir represàlies i execucions generalitzades d'altres simpatitzants republicans a Nàpols.
La campanya va generar molta controvèrsia entre els historiadors del segle xix. Ruffo sembla haver perdut el favor amb el rei mostrant una tendència a esquivar els republicans. Va renunciar al seu vicari general al príncep de Cassero, i durant la segona ocupació francesa i els regnats de Josep Bonaparte i Joachim Murat va viure tranquil·lament a Nàpols. Napoleó li va prendre alguns avisos, però mai va ocupar un càrrec important. Després de la restauració dels Borbons, va ser rebut a favor. Durant els problemes revolucionaris de 1822 va ser consultat pel rei i fins i tot va estar en el càrrec durant molt poc temps com a ministre lleial.